# 横須賀市立田浦小学校
横須賀市立田浦小学校（よこすかしりつ たうらしょうがっこう）とは神奈川県横須賀市田浦町にあった公立小学校である。
2025年（令和7年）3月に横須賀市立長浦小学校に統合される形で閉校となった。

## 沿革
交通網の発達により、船越小学校に統合される形で一度廃校になったが、所在地を現行の地にして再設置された。
- 1874年（明治7年）4月 - 田浦学舎として開校。
- 1875年（明治8年）10月 - 田浦学校に改称。
- 1892年（明治25年）4月 - 船越小学校の分教場（田浦分教場）となる。
- 1895年（明治28年）3月 - 廃校。
- 1920年（大正9年）6月 - 船越小学校の分教場として現在地に再設置。
- 1923年（大正12年）4月1日 - 田浦町田浦尋常小学校として独立。
- 1933年（昭和8年）4月 - 田浦町が横須賀市に編入されたため、横須賀市田浦尋常小学校に改称。
- 1941年（昭和16年）4月1日 - 国民学校令により横須賀市田浦国民学校に改称。
- 1947年（昭和22年）4月1日 - 学校教育法により現校名に改称。
- 1954年（昭和29年）- 市内初の鉄筋校舎が完成。
- 2024年（令和6年）1月11日 - 廃校議案が提出。
- 2025年（令和7年）4月1日 - 廃校。

## 通学区域
通学区域は以下の通りである。
- 港が丘1丁目
- 田浦港町
- 田浦町
- 田浦大作町
- 田浦泉町

## 進学先中学校
本校の通学区域の全域が横須賀市立田浦中学校へ進学できる。
また、公立学校選択制により、以下の学校も選択できる。
- 横須賀市立追浜中学校
- 横須賀市立鷹取中学校
- 横須賀市立坂本中学校
- 横須賀市立池上中学校

## 交通
- JR横須賀線 田浦駅より徒歩10分
- 京浜急行バス 田浦郵便局バス停より徒歩6分

## 廃校について
2024年（令和6年）1月11日に横須賀市教育委員会より提出された議案より学校施設の老朽化と学校規模の適正化を理由に2025年（令和7年）4月1日に横須賀市立長浦小学校に統合及び田浦小学校の廃校が決定した。

## 著名な出身者
- 石川顯（フリーアナウンサー）